# THANKS (w-inds.のアルバム)
『THANKS』（サンクス）は、w-inds.の5枚目のオリジナルアルバム。ジャケット・色違いの初回盤・通常盤（共にCDのみ）の2形態で2006年3月15日発売。

## 解説
前オリジナルアルバム『ageha』より約9ヵ月を空けての急ピッチでのリリースとなったオリジナルアルバム。「十六夜の月」「約束のカケラ」「IT'S IN THE STARS」（いずれもヴァージョンおよびサイズ違い）の3枚のシングルを含む全13曲を収録。
アルバム・タイトル『THANKS』は、デビュー5周年にあたり、感謝の気持ちを込めて『THANKS』（＝ありがとう）という思いを冠している。なお、このタイトル付けの契機となったのが、本アルバムにも収録予定であった、18枚目のシングル「IT'S IN THE STARS」のカップリング曲「Special Thanx!」であった。
それぞれの挑戦曲は、涼平、龍一が「Stomp」（M11）と「Sup wassup!!」（M12）、慶太が「Hush...!」（M2）、お気に入り曲はメンバー3人共通して「蝉時雨」（M13）であった。
「十六夜の月」は、本アルバムで「十六夜の月〜unplugged〜」(M7）として、ほぼアコースティック・ギターのみの新たなアレンジが施され、ヴォーカルも新たにレコーディングし直されている。2005年年末に出場した『第56回NHK紅白歌合戦』ではこのヴァージョンでの歌唱がなされた。
同じく「約束のカケラ」は、「約束のカケラ〜acoustic〜」（M8)としてアコースティックにアレンジし直されている。
スウェーデンのアーティスト・Lagaylia Frazierの同名同曲のカバー曲である「IT'S IN THE STARS」（M5）は、シングルでの録音形態がノンストップで繋がっていたため、1曲として完結しているヴァージョンでの収録は本アルバムが初となった。
収録曲「1 or 8」（M1）のタイトルおよび詞中での意味は、日本語の慣用句“一か八か（イチかバチか）”を英語に直訳したもの。詞の内容も、恋愛の駆け引きをギャンブルに見立てて描かれている。
収録曲「Hush...!」（M2）のタイトルおよび詞中での意味は、「シーッ！」という、口に人差し指をあてて沈黙を促す言動を表す。本命の彼女と、浮気している女性との三角関係が描かれており、w-inds.初の不道徳で生々しい恋愛関係を描いた作品となった。
収録曲「Still on the street」（M3）は、路上ライブを行っていたデビュー以前時代から今日までの軌跡をw-inds.目線で振り返り、また未来に向けた新たな展望を歌った楽曲である。6枚目のシングル「Because of you」以来のshungo.×原一博タッグ作品。
収録曲「Midnight Venus」（M4）は、イギリスのアーティスト、Andy Abrahamの「All around the world」のカバー曲。なお、この楽曲で春和文が作詞で初起用された。
収録曲「Stomp」（M11）と「Sup wassup!!」（M12）は、前アルバム『ageha』収録の「タイムマシーン」に次ぎ、ロック・ミクスチャーな作品となっている（3曲共に阿久津健太郎作詞・作曲）。

## CD収録曲
| CD |                          | |      |
| 1  | 1 or 8                   | 作詞:shungo. / 作曲:Martin Ankelius,T2ya / 編曲:Martin Ankelius,T2ya,Koma2 Kaz                                | 3:21 |
| 2  | Hush...!                 | 作詞:shungo. / 作曲:Lasse Andersson,Anuj Nair / 編曲:Koma2 Kaz                                                | 2:41 |
| 3  | Still on the street      | 作詞:shungo. / 作曲:Kazuhiro Hara / 編曲:Keiji Tanabe                                                         | 4:11 |
| 4  | Midnight Venus           | 作詞:Aya Harukazu / 作曲:Lasse Andersson,Nicci Notini Wallin,Peter Hallstrom,Herbie Crichlow / 編曲:Koma2 Kaz | 3:13 |
| 5  | IT'S IN THE STARS        | 作詞:shungo. / 作曲:Lasse Andersson,Thomas Thornholm / 編曲:Koma2 Kaz                                         | 3:31 |
| 6  | LIGHT                    | 作詞・作曲・編曲:Hiroaki Hayama                                                                               | 3:49 |
| 7  | 十六夜の月〜unplugged〜  | 作詞:shungo. / 作曲:Ryoki Matsumoto / 編曲:Daisuke Kahara,Nozomi Furukawa                                     | 5:19 |
| 8  | 約束のカケラ〜acoustic〜 | 作詞:Kiyohito Komatsu / 作曲:Ryoki Matsumoto / 編曲:Daisuke Kahara,Nozomi Furukawa                            | 5:54 |
| 9  | 影法師                   | 作詞:shungo. / 作曲:Lasse Andersson / 編曲:Koma2 Kaz                                                          | 4:25 |
| 10 | Balance                  | 作詞・作曲:Kiyohito Komatsu / 編曲:Daisuke Kahara                                                             | 4:27 |
| 11 | Stomp                    | 作詞・作曲:Kentaro Akutsu / 編曲:Koma2 Kaz                                                                    | 4:29 |
| 12 | Sup wassup!!             | 作詞・作曲:Kentaro Akutsu / 編曲:Koma2 Kaz                                                                    | 3:53 |
| 13 | 蝉時雨                   | 作詞・作曲:Kiyohito Komatsu / 編曲:Yasuaki Maejima                                                            | 4:47 |

## タイアップ（オリジナル・ヴァージョン）
| M-5 | IT'S IN THE STARS | ブルボン『はなのどガム』CMソング 日本テレビ系『落下女』2006年2月度ED                           |
| M-7 | 十六夜の月        | 日本テレビ系『音楽戦士 MUSIC FIGHTER』2005年9月度OP                                            |
| M-8 | 約束のカケラ      | ブルボン「ブルボンガム」CMソング 日本テレビ系『クイズ発見バラエティー イッテQ!』2005年12月度ED |

## 発売形態
| 形態 | 発売日        | 品番       | ジャケット | 備考                                                 |
| ---- | ------------- | ---------- | ---------- | ---------------------------------------------------- |
| CD   | 2006年3月15日 | PCCA-02252 | 初回盤     | 初回盤特典：①初回限定ジャケット②特典ポスター         |
| CD   | 2006年3月15日 | PCCA-02253 | 通常盤     | 初回入荷分特典：①トレーティングカード封入（全1種類） |